# Aphaenogaster huachucana
Aphaenogaster huachucana é uma espécie de inseto do gênero Aphaenogaster, pertencente à família Formicidae.